# تپه تجره سید
تپه تجره سید مربوط به دوران پیش از تاریخ ایران باستان است و در ۱۲ کیلومتر شمال شرقی خرم‌آباد، بخش حومه (ده پیر) واقع شده و این اثر در تاریخ ۱۶ آبان ۱۳۷۹ با شمارهٔ ثبت ۲۸۲۲ به‌عنوان یکی از آثار ملی ایران به ثبت رسیده است.